# Gmina Ikast-Brande
Gmina Ikast-Brande (duń. Ikast-Brande Kommune) – gmina w Danii w regionie Jutlandia Środkowa.
Gmina powstała w 2007 roku na mocy reformy administracyjnej z połączenia gmin Nørre-Snede, Brande i Ikast.
Siedzibą gminy jest miasto Ikast.